# Bắc Giang (provins)
Bắc Giang är en provins i Trung du và miền núi phía Bắc med 1 593 200 invånare (2013). Dess huvudstad är Bắc Giang.